# ケプラー442b
ケプラー442b（英語: Kepler-442b）は、地球から約1100光年（342パーセク）離れていて、地球からはこと座にあるK型主系列星のケプラー442を周回する太陽系外惑星である。地球に近いサイズの惑星であり、主星のハビタブルゾーン（生命が存在する可能性がある領域）内に存在すると考えられている。この惑星はNASAのケプラー宇宙望遠鏡で恒星が惑星の通過によりわずかに暗くなることで惑星の存在を間接的に確認するトランジット法を用いて発見された。NASAはこれを2015年1月6日に公表した。

## 特徴

### 質量・半径・温度
| 地球 | ケプラー442b |
| ---- | ------------ |
| 地球 | Exoplanet    |

ケプラー442bは地球の1.34倍の半径を持ち、6割から7割の確率で岩石で構成された岩石惑星で、地球よりも大きく、天王星や海王星よりも小さいスーパー・アースと考えられている。平衡温度は233 Kである。質量は推定で2.3 M⊕。表面の重力はもし組成が地球と同じなら地球の重力の30%強いと考えられている。

### 恒星
この惑星はスペクトル型Kのケプラー442の周囲を公転している。質量は0.61 M☉、半径は0.60 R☉で太陽よりも小さい。温度は4402 K、年齢は29億歳であり、太陽と比べると温度は低く(太陽は5778 K)、年齢も若い(太陽は46億歳)。恒星の金属量は-0.37と低く、太陽の42%に相当する。光度は0.12 L☉で太陽と比べて暗い。視等級は14.976で肉眼では見えない。

### 軌道
主星のケプラー442から0.409 au離れた軌道を112.3日で公転している。この軌道はケプラー442から0.274 auから0.681 au離れた位置に広がるハビタブルゾーンの中間に位置する。そのため、表面温度は地球とほぼ同じと推定されており、表面には液体の水や生命が存在できるかもしれない。惑星の受ける光度は地球が太陽から受ける光度の約70%に相当する。

## 居住性

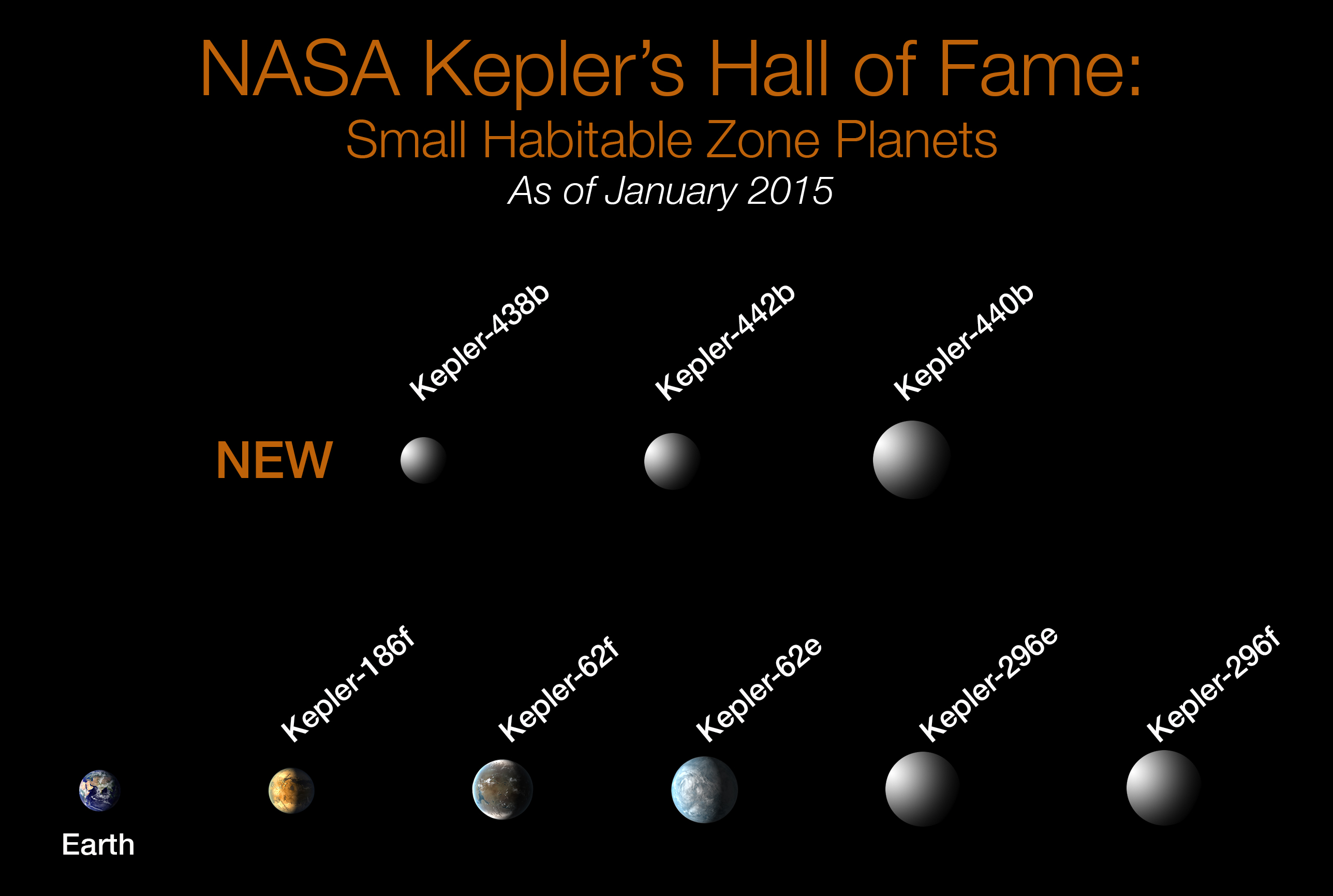
ケプラーが発見した、ハビタブルゾーンに位置する地球型惑星
（2015年1月6日時点）

この惑星は惑星の表面上で液体の水が存在できるハビタブルゾーンにある惑星として公表された。また、サイズや温度などは地球と似ている。また、この惑星は自転と公転の同期が起こるとされるゾーン(約0.02 au)の外側にあり、潮汐ロックが起こっていない。2018年7月時点では潮汐ロックを受けておらず、居住に最適な惑星とされている。
K型主系列星の恒星は太陽よりも小さいが寿命は長く、太陽の寿命が100億年であるのに対して150億年から300億年である。しかしスペクトル型MやKの恒星は恒星活動初期に激しい恒星風を放出するため生物に害を及ぼすこともある。恒星風を放出する期間は恒星のサイズによって変わる。しかし、年齢が不確定なため恒星風を放出する段階は終えており、現在は居住に最適とする意見もある。惑星は恒星に近いため潮汐力の影響を受け、1日が1週間や1ヶ月単位に及ぶと考えられている。
赤道傾斜角はとても小さく、地球や火星のような傾きに起因する季節はない。また、軌道離心率もほぼ0であるため、これを起因とする季節もないと考えられている。
2015年の論文では、ケプラー442bはケプラー186f、ケプラー62fとともに居住に最適な太陽系外惑星として結論づけられた。また、2015年に提案された居住性を表す指数では地球は0.829であるのに対し、ケプラー442bはそれよりも高い0.836に位置づけられた。これは大気の状況などが不明なためである。

### 居住可能性
ケプラー442bは居住するのに適した太陽系外惑星の中で最も居住可能性が高いSuperhabitable Planet(英語版)になる可能性がある。基準に当てはまる内容は
- 恒星がK型主系列星である(K型主系列星が恒星の場合、居住に適することが多い)
- 半径が地球の1.34倍で、質量が地球の2.34倍である(Superhabitable Planetは半径が1.3倍で質量が2倍である)
- ハビタブルゾーンの中心にある

の3点である。しかし、基準にあてはまらない内容もあり、
- 年齢が若すぎる(この惑星は20億歳だが理想は45億 - 70億歳)
- 温度が低すぎる(平衡温度から表面温度の推定は-2.65℃とされており、理想は25℃付近である)

などである。加えて下記の条件はまだ当てはまるかすら分かっていない。
- 海をもつかどうか(Superhabitable Planetは浅い海がある)
- 大気の状況(Superhabitable Planetは大気が地球よりも厚く、酸素濃度が高い)

## 発見とその後の調査
2009年、NASAのケプラー宇宙望遠鏡は恒星面のトランジットを検出する光度計の運用を終了した。最終調査においてはKepler Input Catalog(KIC)に登録された50000もの恒星が観測され、その中にはケプラー442も入っていた。系外惑星の候補がある恒星の観測は2009年5月13日から2012年3月17日まで行われた。ケプラー442系の惑星のトランジットの観測が終了した後、現在のケプラー442bによるトランジットは113日ごとに起こっていることが発覚し、最終的に系外惑星であると結論づけられた。この発見はケプラー438とケプラー440の惑星とともに2015年1月6日に公表された。
ケプラー442bは1100光年と遠く離れた惑星であるため、現代でも次世代の技術でも質量や大気の状況を特定するのは非常に困難であり、ましてや有人探査は不可能と言っていい。
しかし、探査機ケプラーは特定の地域しか探査を行っていないため、次世代のTESSやCHEOPSなどによる全方向への探査に期待がかかっている。
その他、ジェイムズ・ウェッブ宇宙望遠鏡や、地上の望遠鏡による大気の分析・質量の特定・組成の推定も将来行われる。また、スクエア・キロメートル・アレイはこれまでのアレシボ天文台やグリーンバンク望遠鏡を超え、電波観測を行うと考えられている。